# 宝座 (正教会)

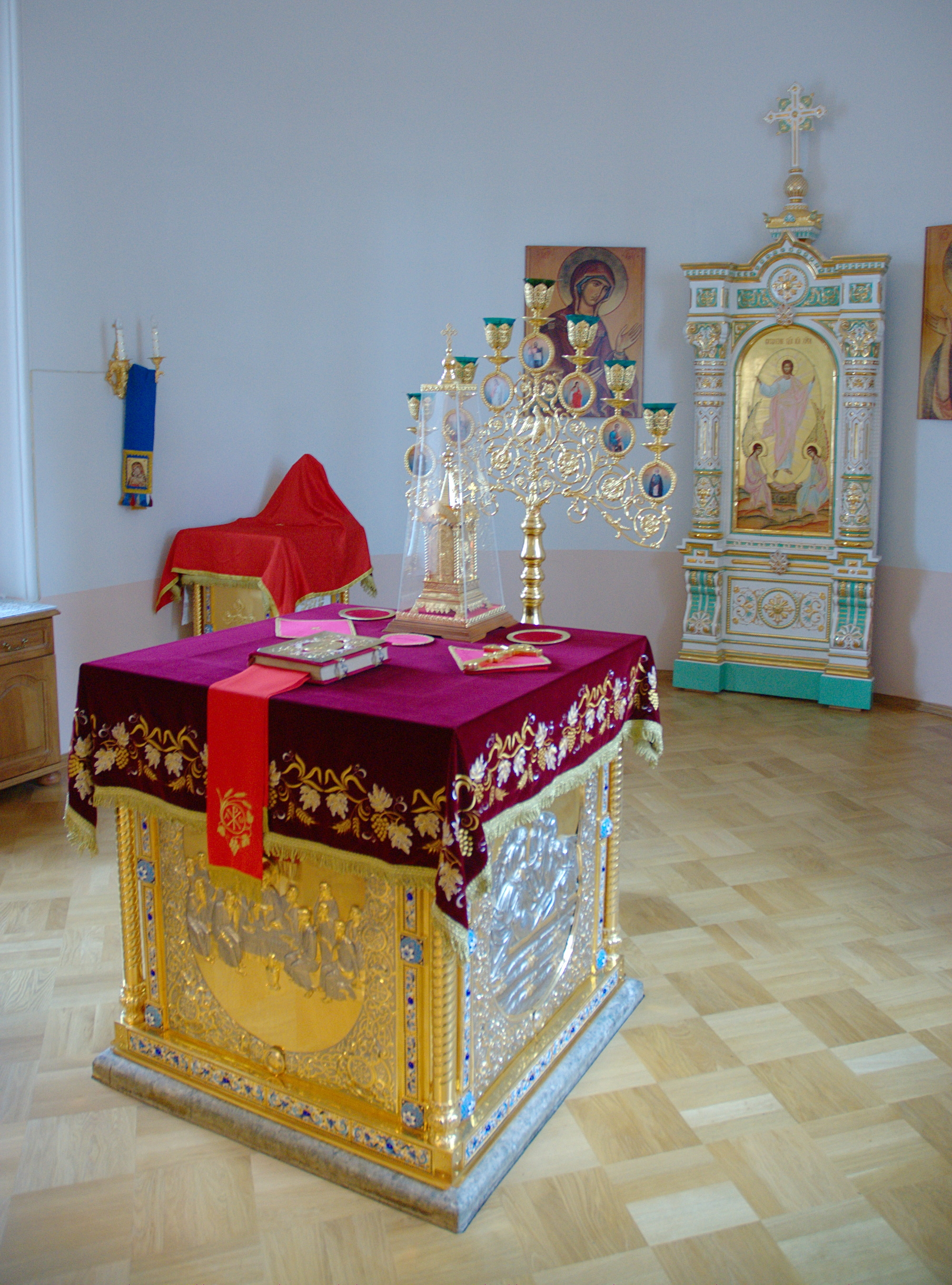
ヴァラーム修道院の顕栄聖堂の至聖所にある宝座（写真中央）。七燭台が後方に置かれ、さらに向こう側の壁際には奉献台が覆いを掛けられた状態で置かれている。

宝座（ほうざ、寶座、Αγία Τράπεζα, ロシア語: Престол）とは、正教会の聖堂内の至聖所に設けられる祭壇。聖体礼儀の中心をなす台座であり、至聖所の中心に設けられる。聖堂の中心的存在として位置付けられる。形状が四角形であるのは、福音が世界の四方へ広がっていく事を象徴するとされる。
また、正教会では天使の一階級名でもある。
日本正教会訳聖書および日本正教会の祈祷書では旧字体である「寶座」が用いられているが、「宝座」の表記も同教会で用いられる。以下、本記事では一部を除き、「宝座」の表記を用いる。

## 祭壇としての語義
宝座は、正教会の機密の中心である聖体機密（聖体礼儀）を行う中心の場である。黙示録（ヨハネの黙示録）：4章2節にある寶座（宝座）を象るものとされる。
宝座には不朽体が納められる。初代教会時代に信者達が迫害から逃れて地下や墓に隠れて棺・墓石の上で聖体礼儀を行った事を記念する為とされる。宝座の上には装飾に富んだ敷物が敷かれ、宝座は金などで装飾される事が多い。
ハリストス（キリスト）の聖体（予備聖体）が納められた聖龕（せいがん）と呼ばれる容器や、福音経（福音書）など、定められた聖器物（せいきぶつ・祭具）の数々が宝座の上には置かれている。輔祭以上の神品のみが宝座および宝座上に置かれた聖器物に触れる事が許されており、奉神礼の場面においてのみならず清掃・布の交換の際であっても、この規定は遵守されている。
至聖所の宝座は座席ではなくテーブル状の祭壇であり、これに座る事はない（座る事は厳禁である、というより、そもそも考えられない）。主教が座る椅子は宝座ではなく主教座と呼ばれる。

## 天使の一階級名
ディオニシオス・アレオパギティスによって古代に整理された天使の階級の一つに、「宝座」がある。コロサイの信徒への手紙一：1章16節とヨハネの黙示録：11章16節に言及されている。
- 天使の一階級名としての各言語での表記
  - ギリシア語: θρόνοι
  - ロシア語: Престолы
  - 英語: Thrones

## 聖書における訳語
本記事で言及した聖書の箇所（コロサイの信徒への手紙一：1章16節、ヨハネの黙示録：4章2節・11章16節）のいずれでも、原語のギリシャ語聖書では同じ語："Θρόνος"(Thronos)の格変化したものが用いられている。
日本正教会訳聖書ではこれら聖書の箇所に対して同じく「寶座（宝座）」を訳語として当てているが、日本聖書協会の新共同訳聖書では同箇所の語はそれぞれ「王座」「座」と訳し分けられている。